# پارکیا جاوانیکا
پارکیا جاوانیکا (نام علمی: Parkia javanica) نام یک گونه از زیرخانواده کهوریان است.